# Vacinação contra a COVID-19 na Alemanha
A vacinação contra a COVID-19 na Alemanha foi estabelecida oficialmente em novembro de 2020, quando a aprovação estratégia nacional da campanha de vacinação foi divulgada. No combate à pandemia de COVID-19 na Alemanha, o governo federal financia a compra das vacinas e os estados federais organizam a distribuição destas entre os 60 postos de vacinação do país. Para assegurar a disponibilidade suficiente de vacinas, o governo federal utiliza um mecanismo central de compras através da Comissão Europeia. A aprovação da vacina para todos os estados membros da UE é feita pela Agência Europeia de Medicamentos (EMA).

## Histórico e logística

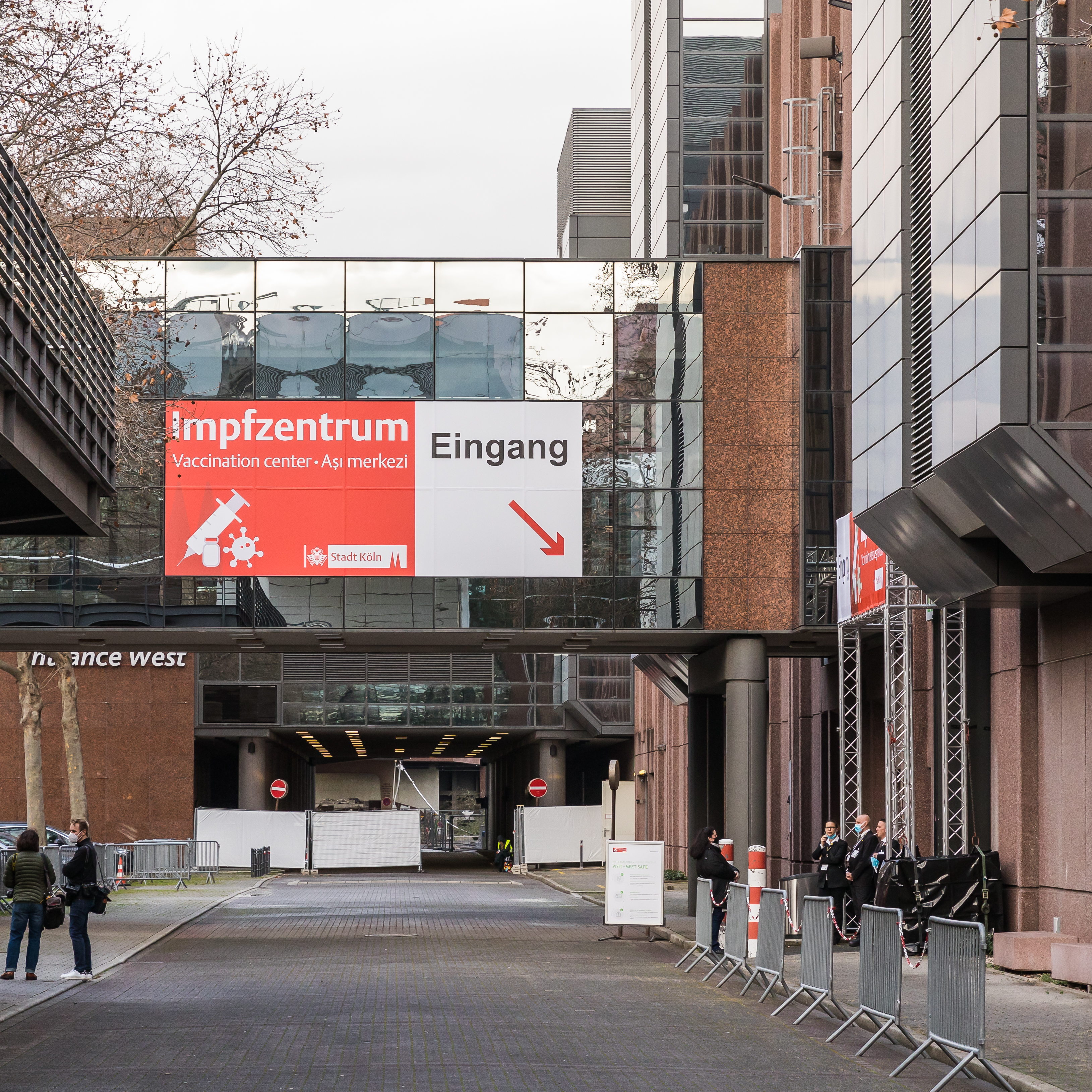
Centro de vacinação COVID-19 no Hall 4 do Kölnmesse.

As vacinas contra a COVID-19 estão sendo desenvolvidas em todo o mundo e em janeiro de 2021 cerca de 150 vacinas estavam em desenvolvimento, de acordo com a Organização Mundial da Saúde (OMS). A organização e a logística da vacinação contra a COVID-19 são mais difíceis do que as vacinações de rotina, pois as primeiras vacinas de mRNA disponibilizadas são difíceis de armazenar, transportar e necessitam ser mantidas em temperatura controlada a baixos graus.
Em 21 de dezembro de 2020, as vacinas tozinameran (da Pfizer) e Covaxin (BioNTech) foram as primeiras a receber autorização de uso na União Europeia (UE). As primeiras vacinações na Alemanha começaram em 26 de dezembro de 2020. Em 6 de janeiro de 2021, a vacina mRNA-1273 da Moderna foi aprovada na UE. Em 29 de janeiro, foi aprovada a vacina AZD1222 (AstraZeneca),
Na Alemanha, as medidas de vacinação COVID-19 são priorizadas com base em uma portaria emitida pelo Ministério da Saúde, que entrou em vigor em 15 de dezembro de 2020 e prevê que as primeiras pessoas com mais de 80 anos ou que trabalhem nas profissões de saúde e enfermagem deveriam ser vacinadas com prioridade. A portaria de vacinação foi modificada pela última vez em 8 de março de 2021.[carece de fontes?]
Até 10 de março de 2021, 12,5 milhões de doses de vacinas contra a COVID-19 haviam sido entregues.